# عوارف المعارف
عوارف المعارف، كتاب للإمام أبي حفص عمر بن محمد بن عبد الله بن محمد عموية الصديقي القرشي التميمي اليكري الشافعي الملقب  شهاب الدين عمر السهروردي المتوفى سنة 632 هـ في التصوف، إذ يشتمل على بعض علوم الصوفية وأحوالهم ومقاماتهم وآدابهم وأخلاقهم، وحقائق معرفتهم وتوحيدهم، ودقيق إشاراتهم واصطلاحاتهم.
ذكر كثير من أعلام التصوف في ثنايا أبواب الكتاب

## شروح واختصارات وتخريجات
- محمد بن زين بن سميط، الدرر واللطائف في اختصار عوارف المعارف.
- أحمد بن الصديق الغماري، عواطف اللطائف من أحاديث عوارف المعارف.
- أحمد بن الصديق الغماري، غنية العارف بتخريج أحاديث عوارف المعارف.
- محب الدين الطبري، غرر اللطائف مختصر عوارف المعارف.